# Amanda und der Außerirdische
Amanda und der Außerirdische (Originaltitel: Amanda and the Alien) ist ein US-amerikanischer Fernsehfilm aus dem Jahr 1995. Er basiert auf einer Kurzgeschichte von Robert Silverberg.

## Handlung
Das US-Militär hat in Kalifornien zwei Exemplare einer außerirdischen Lebensform in Gewahrsam genommen. Sie haben die Fähigkeit, menschliche Körper zu absorbieren. Mit dieser Technik entkommt eine der beiden Lebensformen aus dem Militärstützpunkt. Das Militär sucht daraufhin nach dem Wesen und informiert die Bevölkerung durch Fernsehübertragungen.
Amanda Patterson ist eine kreative Künstlerin, muss ihren Lebensunterhalt aber notgedrungen als Modeverkäuferin bestreiten. Nachdem sie von ihrem Freund wegen einer anderen versetzt wird, lernt sie in einem Café das entflohene Alien im Körper einer jungen Frau namens Connie kennen. Aufgrund der unbeholfenen Art erkennt Amanda das Alien und bietet ihm Hilfe bei der Flucht an.
In ihrer Wohnung angekommen zeigt Amanda dem Alien in Connies Körper einige grundlegende Dinge des Menschseins. Um den Hunger des Aliens zu stillen und eine neue Tarnung zu gewinnen, bringt Amanda ihn dazu, den Körper ihres Freundes Charlie zu übernehmen.
Nach einer romantischen Nacht miteinander können beide am nächsten Morgen das FBI abwimmeln. Sie machen sich auf den Weg nach Los Angeles, dort hat das Alien einen Treffpunkt mit seinen Artgenossen.
Auf dem Weg dorthin übernachten sie in einem Motel und werden wenig später vom FBI entdeckt. Amanda gibt sich als das Alien aus, während die eigentliche außerirdische Lebensform den Körper des Bundesbeamten Vint absorbiert. So gelingt ihnen mit dem Gefängnistransporter die Flucht. In einem Diner lernen sie Bubba kennen, welcher ihnen anbietet beide mit seinem Truck nach Los Angeles mitzunehmen.
Das Alien offenbart Amanda, dass seine Spezies auf der Suche nach einem Planeten ist, um sich weiter ernähren zu können. Die Erde kommt dafür jedoch nicht in Frage, weil sie keine intelligenten Lebensformen verspeisen wollen. So ist es ihm wichtig, seinen Artgenossen mitzuteilen, dass die Erde für ihre Zwecke nicht geeignet ist.
In Los Angeles angekommen werden Amanda und der Außerirdische vom FBI gestellt. Bubba rettet sie jedoch im letzten Moment und bringt sie zum Hollywood Sign, wo das Alien von einem Raumschiff abgeholt wird.

## Veröffentlichung
Amanda und der Außerirdische wurde 1995 direkt im US-Fernsehen ausgestrahlt. In Deutschland erschien er erstmals am 30. Juli 1997 auf dem Pay-TV-Sender Premiere.

## Synchronisation
Die deutsche Synchronisation wurde von der Bavaria Synchron in München übernommen. Die Dialogregie übernahm Michael Brennicke.
| Rolle         | Darsteller          | Synchronsprecher |
| ------------- | ------------------- | ---------------- |
| Amanda        | Nicole Eggert       |                  |
| Charlie       | Michael Bendetti    |                  |
| Connie        | Alex Meneses        |                  |
| Emmet Mallory | Stacy Keach         | Wolfgang Hess    |
| Jojo          | Richard Speight Jr. | Niko Macoulis    |

## Rezeption
Die TV Spielfilm sah eine „reizlose Kreuzung“  zwischen Clueless – Was sonst! und Species, welche beide im selben Jahr erschienen sind.

## Trivia
- Amanda und der Außerirdische hat verschiedene Bezüge zu Star Trek. So zitiert Amanda mehrmals aus dem bekannten Franchise, beispielsweise mit dem Satz „Das Wohl von Vielen, es wiegt schwerer als das Wohl von Wenigen.“ Zudem spielte Darsteller Michael Dorn in verschiedenen Star-Trek-Produktionen mit.
- Der Film erhielt in den USA aufgrund sexueller Inhalte ein R Rating. Die FSK erteilte Amanda und der Außerirdische in Deutschland eine Freigabe ab 12 Jahren.[3]